# Пришляк Олександр Олегович
Олександр Олегович Пришляк (нар. 1969) — відомий учений у галузі математики. Доктор фізико-математичних наук, професор. Академік АН вищої школи України з 2018 року за науковим відділенням математики.

## Біографія
Народився 20 січня 1969 року в м. Києві. У 1991 році з відзнакою закінчив механіко-математичний факультет Київського національного університету імені Тараса Шевченка. Спеціальність – математика. Навчався в аспірантурі КНУ з 1991 по 1994 роки. Кандидатську дисертацію захистив у 1994 році за темою «Диференціальні рівняння та функції Морса на многовидах і парах многовидів». Докторську дисертацію захистив у 2005 році за темою «Топологічні властивості функцій і векторних полів на маловимірних многовидах». Вчене звання доцента кафедри геометрії присвоєно у 2001 році. Вчене звання професора кафедри геометрії присвоєно у 2008 році. З 1991 року і по теперішній час працює в Київському національному університеті імені Тараса Шевченка на посадах асистента з 1991 року, доцента з 1999 року і професора з 2006 року. 
Отримав топологічну класифікацію функцій з ізольованими критичними точками та потоків Морса на замкнених двовимірних та тривимірних многовидах, а також на многовидах з межею. Отримував гранти Дж. Сороса та INTAS. Автор 2 монографій та 90 наукових статей. Ідекс Гірша 6. 
Основні прочитані курси: «Диференціальна геометрія та топологія», «Сучасна топологія», «Алгоритмічні та комп'ютерні методи в топології та теорії динамічних систем», «Візуалізація та комп'ютерна графіка». Автор 15 підручників та навчальних посібників. Підготував 8 кандидатів та одного доктора наук. 
Науковий редактор журналу «Праці міжнародного геометричного центру». Співголова програмного комітету щорічної наукової міжнародної конференції «Алгебраїчні та геометричні методи аналізу».